# Киржиць
Киржиць, Киржиці (рум. Cârjiți) — село у повіті Хунедоара в Румунії. Адміністративний центр комуни Киржиць. Село розташоване на відстані 300 км на північний захід від Бухареста, 7 км на південний захід від Деви, 119 км на південний захід від Клуж-Напоки, 124 км на схід від Тімішоари.

## Населення
За даними перепису населення 2002 року у селі проживали 155 осіб, усі — румуни. Усі жителі села рідною мовою назвали румунську.